# Liste des dirigeants actuels des régions du Mali
 (août 2023).
Cet article répertorie la liste des Gouverneurs  actuels des régions du Mali.

## La liste des gouverneurs des 24 régions du Mali
| Région                                  | Statut                             | Nom                                              | Depuis (le)      |
| --------------------------------------- | ---------------------------------- | ------------------------------------------------ | ---------------- |
| District de Bamako                      | Gouverneur                         | Mr Abdoulaye Coulibaly                           | 25 novembre 2020 |
| District de Bamako                      | Maire                              | Adama Sangaré                                    | 2004             |
| Région de Gao                           | Gouverneur                         | Général de Brigade Moussa Traoré                 | 25 novembre 2020 |
| Région de Gao                           | Président de l’assemblée régionale | Mohamed Ould Idriss                              | 2009             |
| Région de Kayes                         | Gouverneur                         | Colonel Moussa Soumaré                           | 25 novembre 2020 |
| Région de Kayes                         | Président de l’assemblée régionale | Bandiougou Diawara                               | 2006/2009        |
| Région de Kidal                         | Gouverneur                         | Colonel Fodé Malick Sissoko                      | 25 novembre 2020 |
| Région de Kidal                         | Président de l’assemblée régionale | Haminy Belco Maïga                               | 2009/2012        |
| Région de Koulikoro                     | Gouverneur                         | Colonel Lamine Kapory Sanogo                     | 25 novembre 2020 |
| Région de Koulikoro                     | Président de l’assemblée régionale | ...                                              | 2014             |
| Région de Ménaka                        | Gouverneur                         | Mr Mohamed Alhanafi Maïga                        | 25 novembre 2020 |
| Région de Mopti                         | Gouverneur                         | Colonel - Major Abass Dembélé                    | 25 novembre 2020 |
| Région de Mopti                         | Président de l’assemblée régionale | Macki Cissé                                      | 15 juillet 2009  |
| Région de Ségou                         | Gouverneur                         | Monsieur Biramou Sissoko                         | 18 janvier 2019  |
| Région de Ségou                         | Président de l’assemblée régionale | Siaka Dembélé                                    | 1er juillet 2009 |
| Région de Sikasso                       | Gouverneur                         | Monsieur Boubacar Bakayogo                       | 6 avril 2018     |
| Région de Sikasso                       | Président de l’assemblée régionale | Yaya Bamba                                       | 2006/2010        |
| Région de Taoudénit                     | Gouverneur                         | Mohamed Abderrahmane Ould Meydou                 | 7 juin 2017      |
| Région de Tombouctou                    | Gouverneur                         | Commissaire divisionnaire de police Bakoun Kanté | 25-11-2020       |
| Région de Tombouctou                    | Président de l’assemblée régionale | Mohamed Ibrahim                                  | 2009             |
| Région de Nioro-du-Sahel                | Gouverneur                         | Colonel - Major Aly Annaji                       | 25 novembre 2020 |
| Région de Dioïla (non opérationnelle)   | Gouverneur                         | Madame Aminata Diallo                            | 25 novembre 2020 |
| Région de Bougouni (non opérationnelle) | Gouverneur                         | Général de Brigade Keba Sangaré                  | 25 novembre 2020 |